# Tapputi

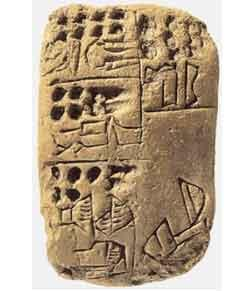
Het kleitablet waar Tapputi-Belatekallim op vermeld staat

Tapputi of Tapputi-Belatekallim ("Belatekallim" is een titel, gegeven aan een opzichter van een paleis) wordt beschouwd als de eerste chemicus ter wereld, een vrouwelijke parfumeur. Ze wordt vermeld op een kleitablet in Babylonisch spijkerschrift, daterend rond 1200 voor Christus. Naast parfumeur was ze ook een opzichter in het koninklijk paleis, waar ze samenwerkte met een onderzoeker, genaamd (-)- ninu (het eerste deel van de naam is verloren gegaan).
Tapputi ontwikkelde haar eigen methoden voor het destilleren van geuren. Ze gebruikte bloemen, olie en kalmoes samen met cyperus, mirre en balsem. Ze voegde water toe en de stoffen werden gedistilleerd en enkele malen gefilterd.